# Жукотки
Жуко́тки — село в Україні, у Михайло-Коцюбинській селищній громаді Чернігівського району Чернігівської області. Населення становить 382 особи (2017).
Село постраждало внаслідок геноциду українського народу, проведеного урядом СРСР у 1932—1933 роках.

## Адміністративний устрій
Жукотки були центром Жукотківської сільської ради. З 2 вересня 2016 року село належить до Михайло-Коцюбинської селищної громади.

## Розташування
Жукотки знаходяться у 28 км від Чернігова та у 4 км від однойменної залізничної станції Жукотки. Через станцію Жукотин проходить Дільниця Чернігів — Овруч.
Сусідні населені пункти:

## Клімат
Клімат у Жукотках помірно континентальний. Середньорічна температура повітря становить 6,7 °C, найнижча вона у січні (мінус 7,1 °C), найвища — в липні (18,7 °C).
У середньому за рік у Жукотках випадає 599 мм атмосферних опадів, найменше — у березні та жовтні, найбільше — у червні та липні.
Відносна вологість повітря в середньому за рік становить 79 %, найменша вона у травні (69 %), найбільша — у грудні (89 %).
Найменша хмарність спостерігається в серпні, найбільша — у грудні.
Найбільша швидкість вітру — взимку, найменша — влітку. У січні вона в середньому становить 4,3 м/с, у липні — 3,2 м/с.

## Історія
Територія, де розташоване село, була заселена ще за часів Київської Русі (IX — XII ст.).

### Польський період
Перша писемна згадка про с. Жукотки, у грамоті польського короля Сигізмунда III, припадає на 1625 рік. Відповідно до грамоти польського короля Сигізмунда III 1625 року, село належало Чернігівському магістрату.
За однією з версій, село заснував хтось на ім'я Жук. Тому початкова назва поселення — Жукове. За іншою — назва Жукотки походить від любецьких шляхтичів — Жуків, що володіли маєтком у селі.
У другій половині XVI ст. Жукотками володіли князі Ружицькі. 1606 року княжна Олена Ружицька вийшла заміж за любецького шляхтича Угровецького, але її батько князь Роман Ружицький відмовив їй у посагу. Серед шляхти вписаної 1649 року до реєстру Войська Запорізького був Іван Гравецький та Костик Ігравецький, козаки Чернігівського полку
У 1694 році Ганна Стефанівна Угровецька, разом із сином Іваном та зятем священиком Карпом Рогачевським, продали Леонтію Полуботку ґрунт «з домом і садом» у селі Жукотки.

### Гетьманщина
По закінченні Визвольної війни Жукотками володів обозний Чернігівського полку Костянтин Угровецький і знатний товариш Чернігівського полку Семен Ялинський.
На початку XVIII ст. Семен Лизогуб придбав частину Гирманського ґрунту у козака-шляхтича Григорія Гладкого, мешканця с. Жукотки. 29 вересня 1703 року Юхим Лизогуб купив землі Потапа Жлоби, священика с. Вербичі, частину Жукотських ґрунтів.
У 1728 році село Жукотки стало належати синові чернігівського полковника та наказного гетьмана Павла Полуботка — бунчуковому товаришу Якову Полуботку.
З 1780 до 1783 р. діяв орендний контракт на село Жукотки, складений між Анастасією Степанівною Полуботок і останнім Чернігівським полковником і (бригадиром) Петром Милорадовичем.
Потім тут господарювали Лашкевичі, до яких перейшли маєтності Полуботків.
Село перебувало у складі Білоуської сотні Чернігівського полку. У 1784 році в селі була побудована дерев'яна Миколаївська церква.

### Імперські часи
У середині XIX ст. власником Жукоток став Микола Дурново, згодом маєток успадкував його син, міністр внутрішніх справ Російської імперії Іван Дурново. У Жукотках розміщувався притулок для шляхти Чернігівської губернії. Була відкрита прокатна станція сільськогосподарських машин та знарядь. Селянам надавали в оренду, за певну платню, соломорізки, віялки, пружинні борони, культиватори, залізні борони, окучники. Також в маєтку був цукровий завод. У 1900 році Іван Дурново продав маєток Селянському банку.
1782 — територія Антоновицької волості Чернігівського повіту Чернігівського намісництва.
У 1784 році збудовано Миколаївську церкву, яка з часом зазнала руйнації. Церква була дерев'яна, мала хрещатий план у вигляді чотирикутної нави та чотири чотирикутних рукави.
З 1868 року в Жукотки діяла церковноприходська школа. У 1914 році відкрито в Жукотках земську школу.

### Радянські часи
У 1917—1920 у селі кілька разів змінювалась влада.
З 1923 року Жукотки стали центром сільської ради Довжицького району.
1929 року в Жукотках створено колгосп імені Ворошилова. У цьому ж році Жукотки входять до складу Козлянського району. Колгосп перейменовують, у 1930 році, на честь Щорса.
У серпні 1951 року Селянсько-Слобідську та Жукотківську сільські ради об'єднано в одну — Жукотківську сільську раду з центром в с. Жукотки.
1954 року в Жукотках відкрито нову сільську бібліотеку.
З 1963 року Жукотки знаходяться в складі Чернігівського району.
У 1975 році побудований Будинок культури на 200 місць.
1976 року відкрито поштове відділення у Жукотках.
Сучасний стан
22 травня 2002 року освячено Свято-Миколаївський престол церкви, який знаходиться у колишньому дитячому садочку.
14 жовтня 2010 року Жукотки було газифіковано. Наступного року в селі відремонтовано дороги.
У 2015 році було відремонтовано дорогу місцевого значення «С252123» Левоньки-Жукотки-Гірманка.
12 червня 2020 року, відповідно до розпорядження Кабінету Міністрів України № 730-р «Про визначення адміністративних центрів та затвердження територій територіальних громад Чернігівської області», увійшло до складу Михайло-Коцюбинської селищної громади.
19 липня 2020 року, в результаті адміністративно-територіальної реформи та ліквідації Чернігівського району (1923—2020) Чернігівської області, увійшло до складу новоутвореного Чернігівського району.

## Голодомор
Село постраждало внаслідок геноциду українців 1932-33, до якого вдалася влада СССР через масовий опір населення окупованих територій УНР. 1932 р. у селі акції масової непокори окупантам, найбільше комсомольцям, буксирам, активістам, які грабували соціально вразливі верстви села.
З огляду на запеклий спротив незаконній конфіскації продуктів, за поданням Чернігівського райкому КПУ, Жукотки — один із 13 населених пунктів Чернігівського району, які були занесені окупаційною владою на чорну дошку — піддано тортурам голодом, пережило психози на ґрунті глибокого голодування, масові смерті від інфекційних хвороб та голодного шоку.

## Населення
За даними на 1859 рік у козачому й власницькому селі Чернігівського повіту Чернігівської губернії мешкало 547 осіб (274 чоловічої статі та 273 — жіночої), налічувалось 90 дворових господарств, існувала православна церква й цукровий завод.
Станом на 1886 у колишньому державному й власницькому селі мешкало 696 осіб, налічувалось 122 дворових господарства, існували православна церква, постоялий будинок, 12 вітряних млинів, маслобійний і винокурний заводи. За переписом 1897 року кількість мешканців зросла до 745 осіб (352 чоловічої статі та 393 — жіночої), з яких 735 — православної віри.
1972 року в селі було 219 хат та мешкало 602 осіб.
Станом на 2017 рік, населення села налічує 382 особи.
| 1859  | 1866  | 1897  | 1972  | 2001  | 2002  | 2017  |
| ----- | ----- | ----- | ----- | ----- | ----- | ----- |
| → 547 | ↗ 696 | ↗ 745 | ↘ 602 | ↘ 483 | ↘ 476 | ↘ 382 |

Розподіл населення за рідною мовою (2001).
| українська | російська | інші   |
| ---------- | --------- | ------ |
| 97,52 %    | 2,28 %    | 0,21 % |

## Відомі люди
- Вачнадзе Інесса Іванівна — заслужений вчитель України, колишня вчителька історії, автор співних уроків, керівник гуртка плекання української мови, 13 років працювала вчителем у ЗОНЗ с. Жукотки[23].
- Широка Марія Дмитрівна — вчителька, нагороджена орденом «Знак пошани».